# Instantané (photographie)

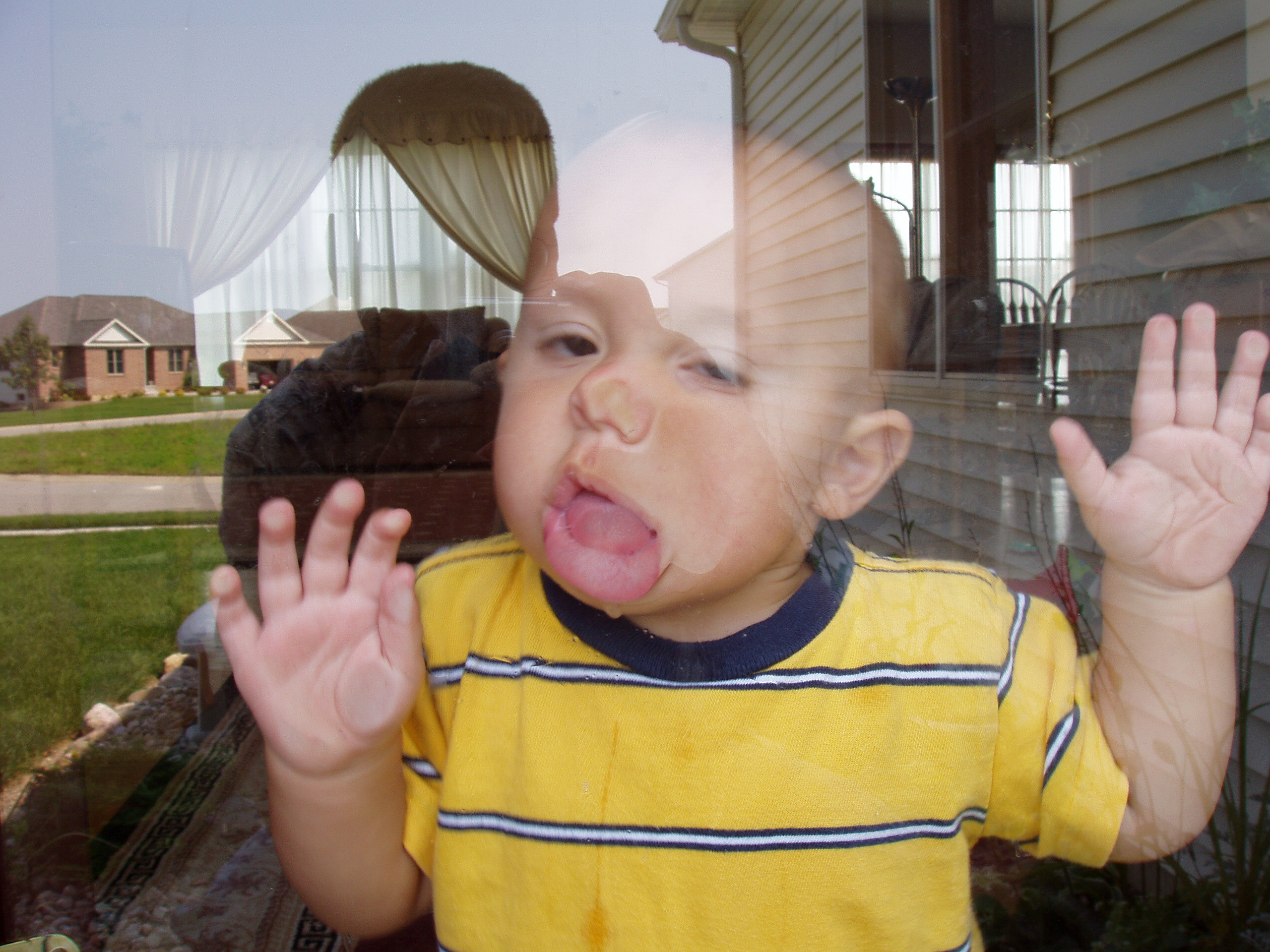
Instantané d'un enfant grimaçant. Noter le reflet du photographe dans la vitre.

Un instantané est une photographie prise rapidement à main levée (sans pied), sur le vif, le plus souvent sans intention artistique ou journalistique. 
Les instantanés sont souvent techniquement imparfaits et la plupart du temps mal cadrés ou mal composés.
Malgré cet aspect peu professionnel, certains artistes des années 1960 et 1970 les utilisèrent comme une forme d'art. Par exemple, Garry Winogrand et Lee Friedlander publièrent des instantanés donnant une image satirique du mode de vie américain.
Depuis l'avènement de la photographie numérique, les instantanés sont de plus en plus souvent réalisés avec des smartphones, et partagés sur des sites de partage de photographies (parfois instantanément).